# Tomasz Wierzbicki (poeta)
Tomasz Wierzbicki (ur. 16 października 1952 w Przasnyszu, zm. 20 maja 1989) – polski poeta, regionalista, animator kultury.

## Życiorys
Absolwent Szkoły Podstawowej nr 1 (1967), następnie Liceum Ogólnokształcącego w Przasnyszu (1971) i Wyższej Szkoły Pedagogicznej w Bydgoszczy (1978). W okresie studiów współpracował jako autor tekstów z kabaretem Klika i grupą poezji śpiewanej Immo Pectore.
Pracował w Spółdzielni Mleczarskiej w Przasnyszu (1971–1973), następnie (1973–1974) był kierownikiem działu zaopatrzenia przasnyskiego ZWAR. Po ukończeniu studiów pracował jako młodszy instruktor kulturalno-oświatowy Młodzieżowego Domu Kultury w Przasnyszu. W l. 1981–1985 był dyrektorem Miejskiego Domu Kultury w Przasnyszu, następnie pracował w Urzędzie Miasta, gdzie zajmował się sprawami kultury i sportu. Wiersze publikował na łamach prasy regionalnej, ogólnopolskiej i w almanachach literackich (m.in. w Peryferyjnym Almanachu Literackim Wyrób własny z 1983). Klub Literacki Narew wydał w Ostrołęce (1982) zbiór jego wierszy pt. Kobieta mojego....
Społecznie pełnił funkcję wiceprezesa Towarzystwa Przyjaciół Ziemi Przasnyskiej. Zmarł na skutek obrażeń odniesionych w wypadku drogowym pod Mchowem.